# Azaria Chamberlain
Azaria Chamberlain   () fou una nena australiana de dos mesos d'edat que va desaparèixer en un càmping a Ulurú amb la seva família. Mai en varen trobar el cos. Els seus pares, Lindy i Michael Chamberlain, van afirmar que havia estat robada de la seva tenda per un dingo. Inicialment, una investigació que va conduir la policia donava suport a aquesta afirmació. Les troballes de la investigació es van retransmetre en directe per televisió.
Tanmateix, després d'una segona investigació van culpar la seva mare, Lindy Chamberlain, d'haver-la matat. El dia 29 d'octubre de 1982 la van declarar culpable i la van empresonar, i el seu marit Michael el van culpar de còmplice. Per declarar-se innocents, van fer unes quantes apel·lacions, sense èxit. Això no obstant, el fet de trobar una peça de roba prop d'una àrea freqüentada per dingos va fer que alliberessin la seva mare de la presó. Després, la van exonerar de tots els càrrecs.
Actualment, tot i que el cas segueix sense resoldre, generalment s'accepta la teoria que la mataren els dingos. A més, atacs més recents dels dingos han enfortit la teoria. Sobre el cas se n'han fet pel·lícules, minisèries i llibres, entre d'altres. A més, ha estat referenciat en diverses ocasions.